# Slavnost Nanebevzetí Panny Marie
Slavnost Nanebevzetí Panny Marie je v některých křesťanských církvích nejdůležitější mariánský svátek, který se slaví 15. srpna. Vyjadřuje, že Marie jako matka Ježíše Krista již dosáhla života „v dokonalé a oslavené tělesnosti“, to jest jako individuální osoba. Toto učení vyznává římskokatolická církev, pravoslavné církve a část církví anglikánské tradice. V římskokatolické církvi je papež Pius XII. vyhlásil roku 1950 jako dogma.

## Původ

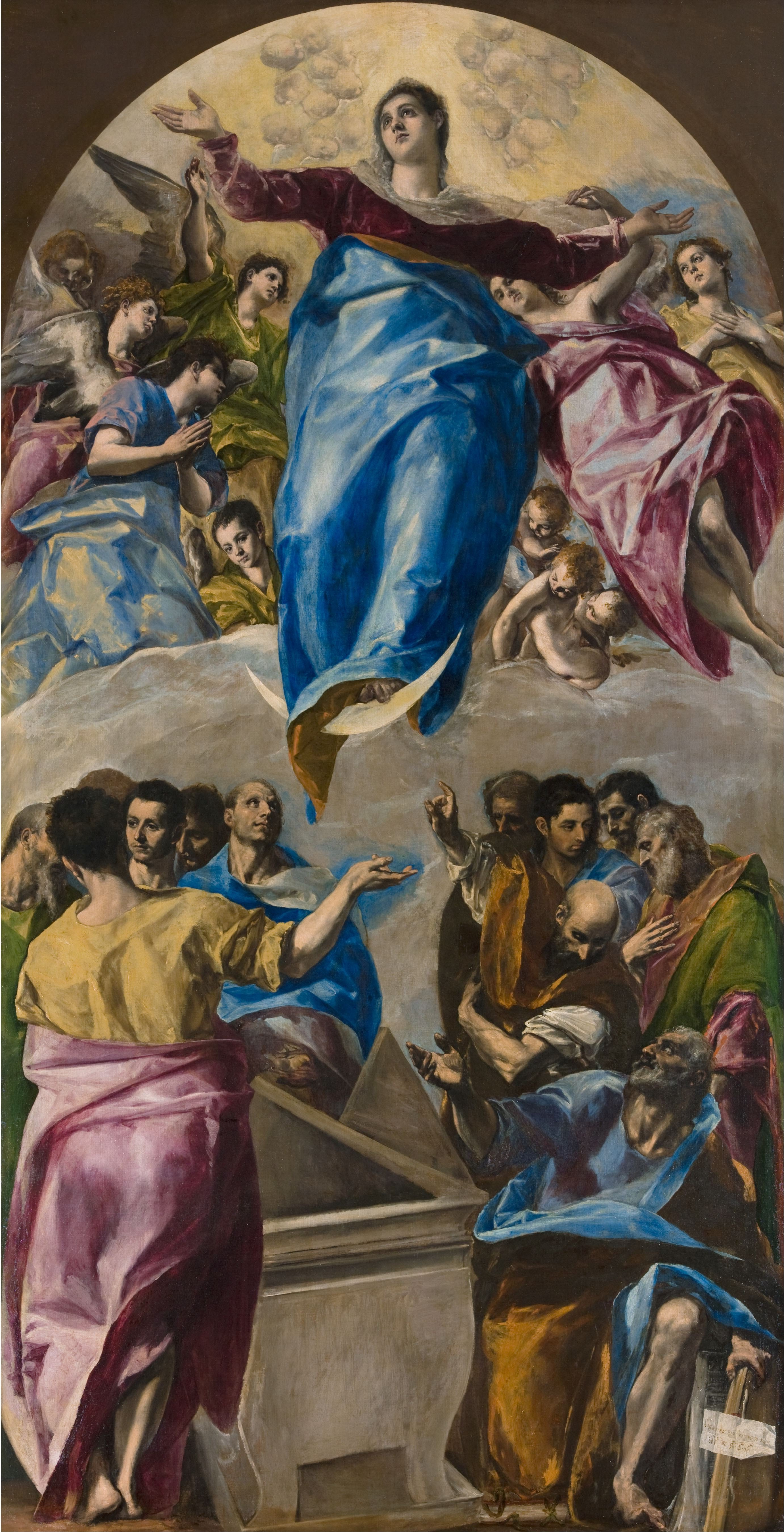
El Greco, Nanebevzetí P. Marie (1577)

Biskup Epifanios ze Salaminy († 403) píše, že o Mariině smrti není nic známo. Názor, že Maria byla „vzata na nebe“, se poprvé vyskytuje v pseudonymním řeckém pojednání De obitu S. Dominae ze 3. nebo 4. století a údajná kázání sv. Jeronýma a sv. Augustina k tomuto svátku jsou patrně také pozdější. V autentických spisech se poprvé objevuje u sv. Řehoře z Tours († 594) a Jan z Damašku (8. století) píše, že na Chalcedonském koncilu roku 451 oznámil jeruzalémský biskup Juvenalis císaři Marcionovi, který se ptal po ostatcích Matky boží, že Marie zemřela ve společnosti apoštolů, ale když později její hrob otevřeli, byl prázdný.

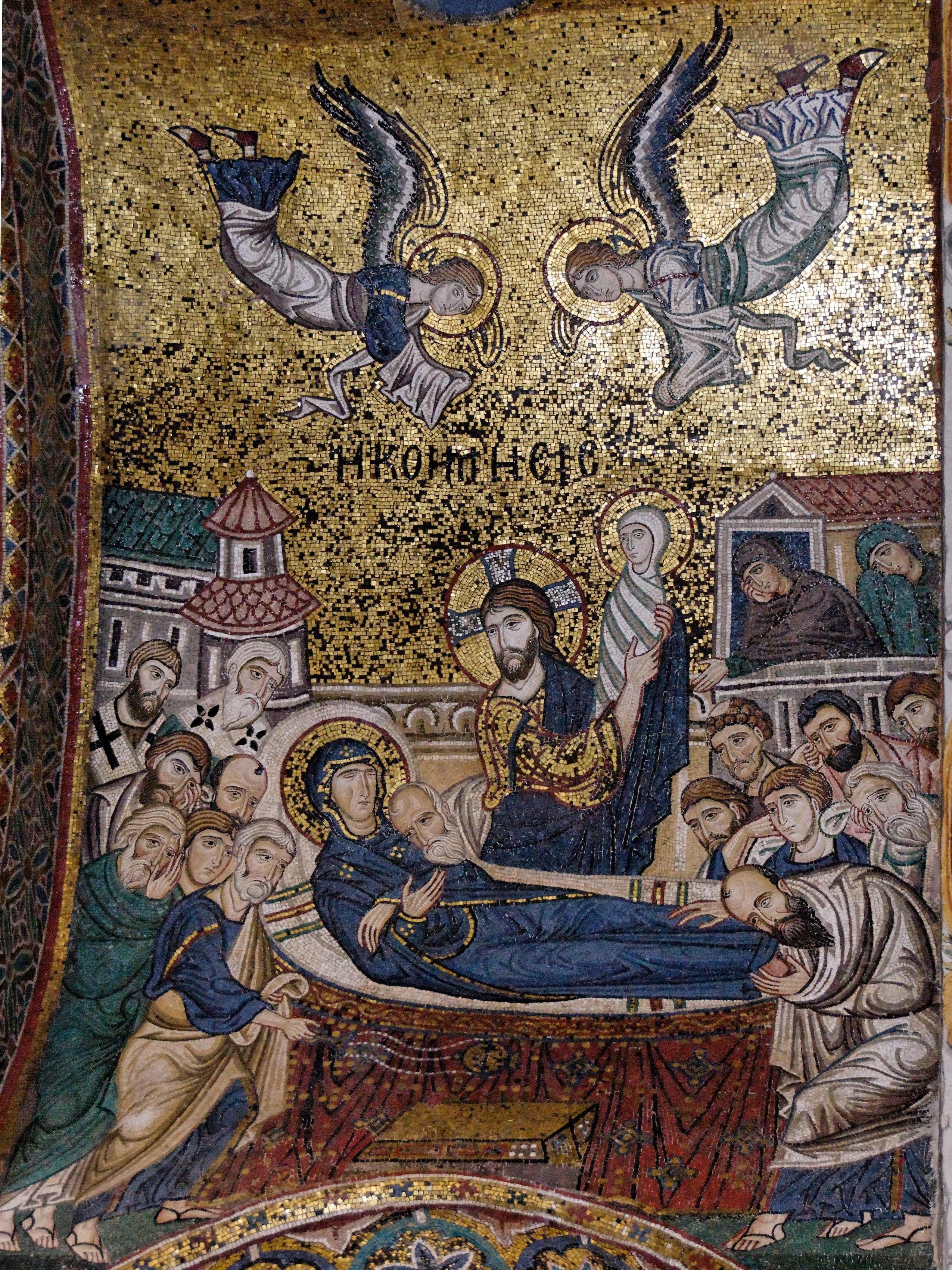
Zesnutí P. Marie. Mozaika v Palermu, 12. stol.

Že by byl svátek ustanoven na koncilu v Efesu (430) z podnětu patriarchy Cyrila Alexandrijského, je jen hypotéza. Podle Řehoře z Tours se slavil v Egyptě, v Arábii a v Gallii v 6. století v lednu. V řecké církvi jej císař Maurikios († 602) stanovil podle jeruzalémských mnichů na 15. srpna. Řecká církev jej nazývala a nazývá koimésis, tj. usnutí, ve staroslověnštině uspenije. V Římě se hlavní svátek Panny Marie slavil 1. ledna, svátek 15. srpna se poprvé objevil v liturgii papeže Gelasia I. († 496), podle některých je však pozdějšího původu. V 7. století je svátek bezpečně doložen a za papeže Sergia I. († 701) byl jedním z největších svátků. V Německu byl svátek zaveden roku 813 na synodě v Mohuči.

## Slavení
V katolické a anglikánské církvi se slaví 15. srpna, což je v řadě zemí zasvěcený svátek. Velké slavnosti bývají hlavně na mariánských poutních místech, v Česku například Hostýn, Stará Boleslav, Svatá Hora. Východní církve jej slaví 28. srpna, což je 15. srpen podle juliánského kalendáře, a předchází mu dva týdny půstu.

## Výtvarné umění
Smrt a nanebevzetí Panny Marie je velmi častý námět obrazů, soch, mozaik a ikon. V byzantském i v západním středověkém umění se často zobrazovala umírající Marie na lůžku uprostřed apoštolů a oslavený Ježíš, jak si ji odnáší na ruce.
V evropském gotickém umění byl zaveden ikonografický typ Beata Virgo Maria Assumpta pro Pannu Marii s dítětem Kristem nebo bez něj se modlící, celou ve sluncové svatozáři, stojící na obráceném srpku Měsíce, symbolizujícím pohanství či herezi. V českém umění byla tato madona velmi oblíbena v době reformace a počátkem protireformace ji vystřídal typ Neposkvrněného početí Panny Marie Maria Immaculata. K zdůraznění, že Panna Maria nevystoupala do nebe sama, ale musela být vyzdvižena, bývá nesena dvojicemi andělů a zdola nadnášena oblakem. K nevýznamnějším českým Assumptám patří Madona křižovnického velmistra Mikuláše Puchnera z roku 1492 na hlavním oltáři kostela sv. Františka v Praze na Starém Městě. Nedaleko odtamtud byl vytesán jeden z posledních příkladů tohoto typu, kamenný pozlacený reliéf Assumpty ve štítu na západním průčelí Týnského chrámu, po roce 1620.
V malířství období manýrismu (například El Greco, Tizian) a zejména v baroku (Peter Paul Rubens, Karel Škréta, Petr Brandl) je obraz mnohem dramatičtější a představuje Pannu Marii, jak mezi překvapenými apoštoly a s pomocí andělů vystupuje z otevřeného hrobu vzhůru, kde na ni čekají Bůh Otec, Syn (Kristus) a Duch Svatý.

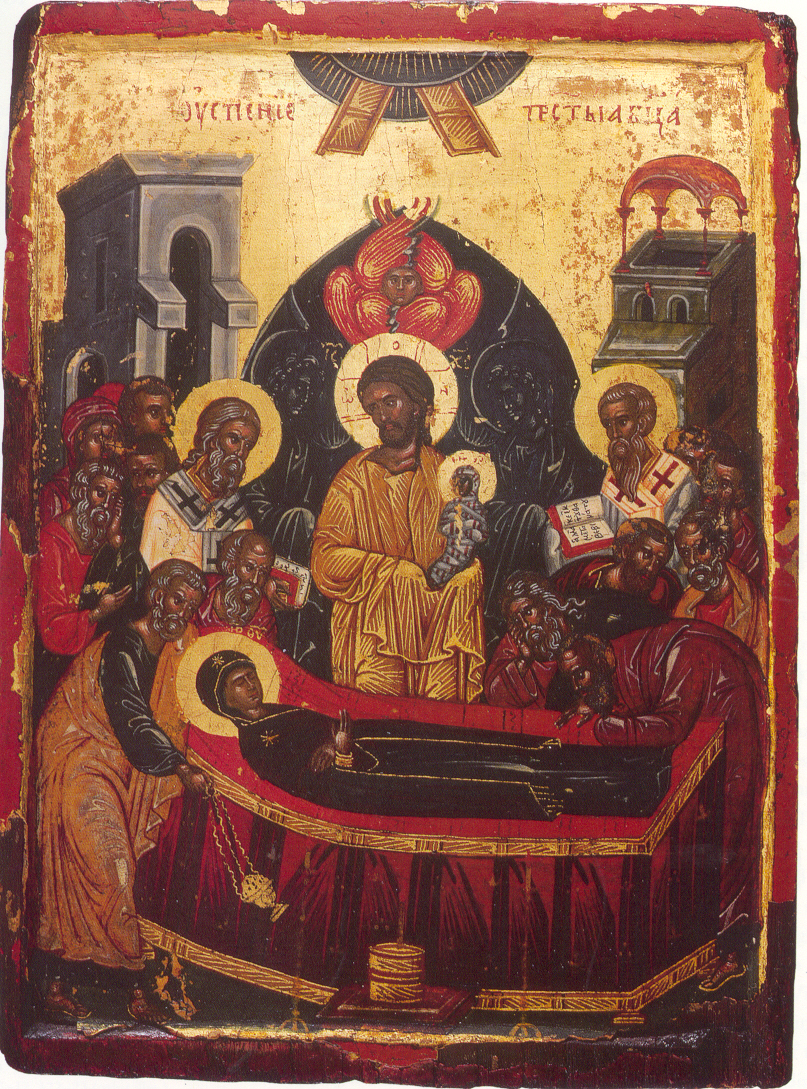
Uspenije, ikona z Makedonie
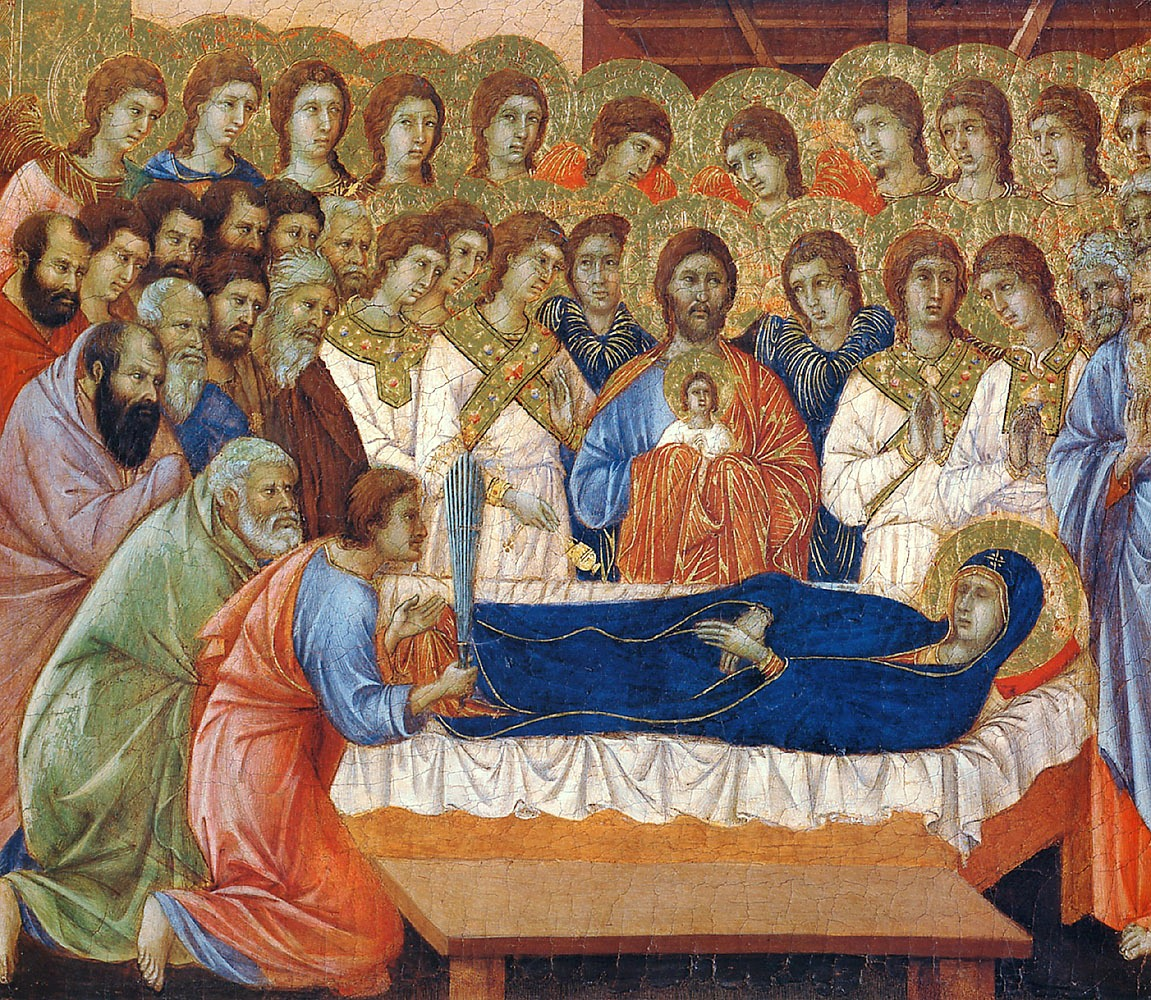
Duccio di Buoninsegna (1260-1319)
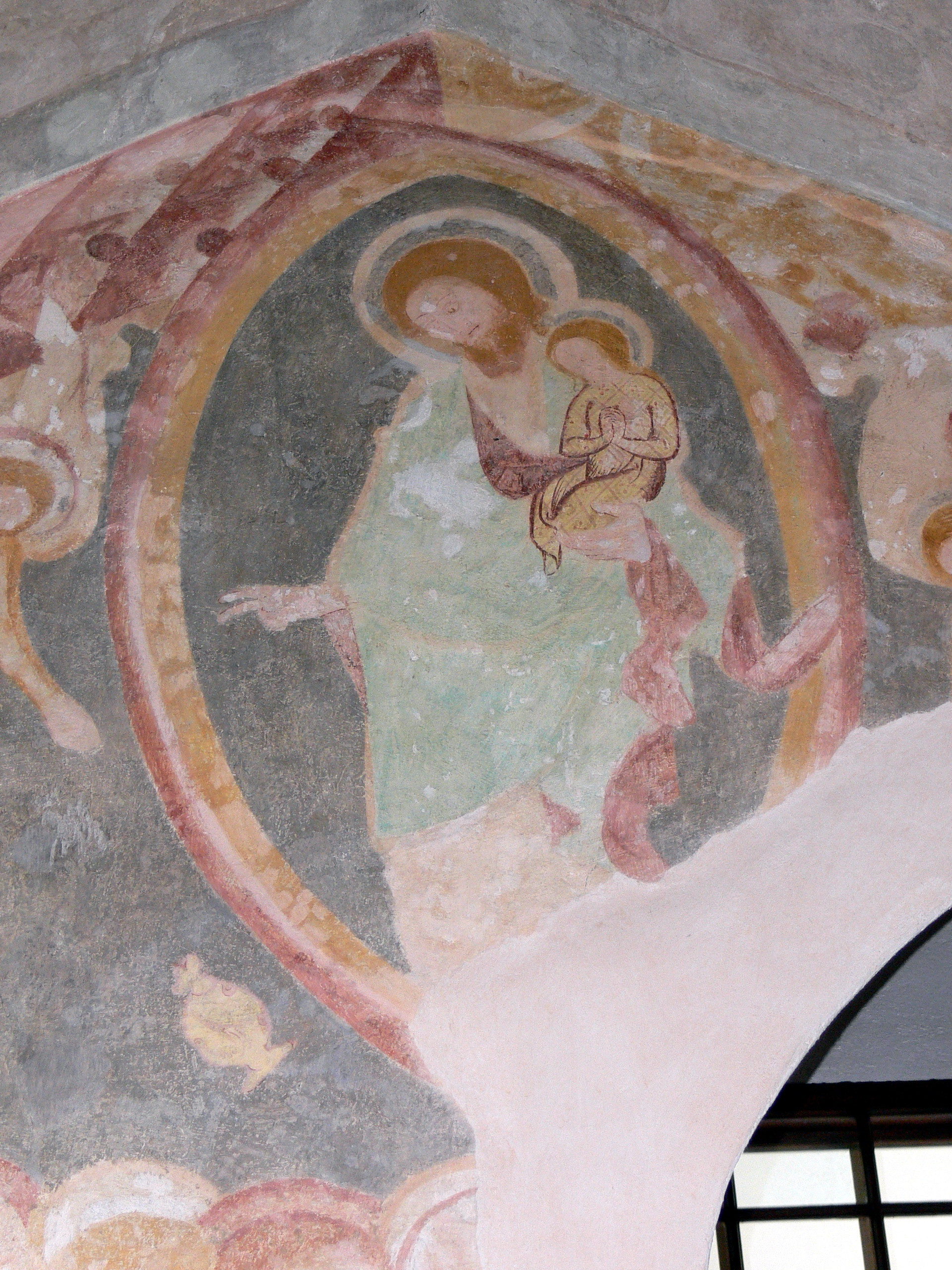
Kájov: Freska Nanebevzetí (kolem 1300)
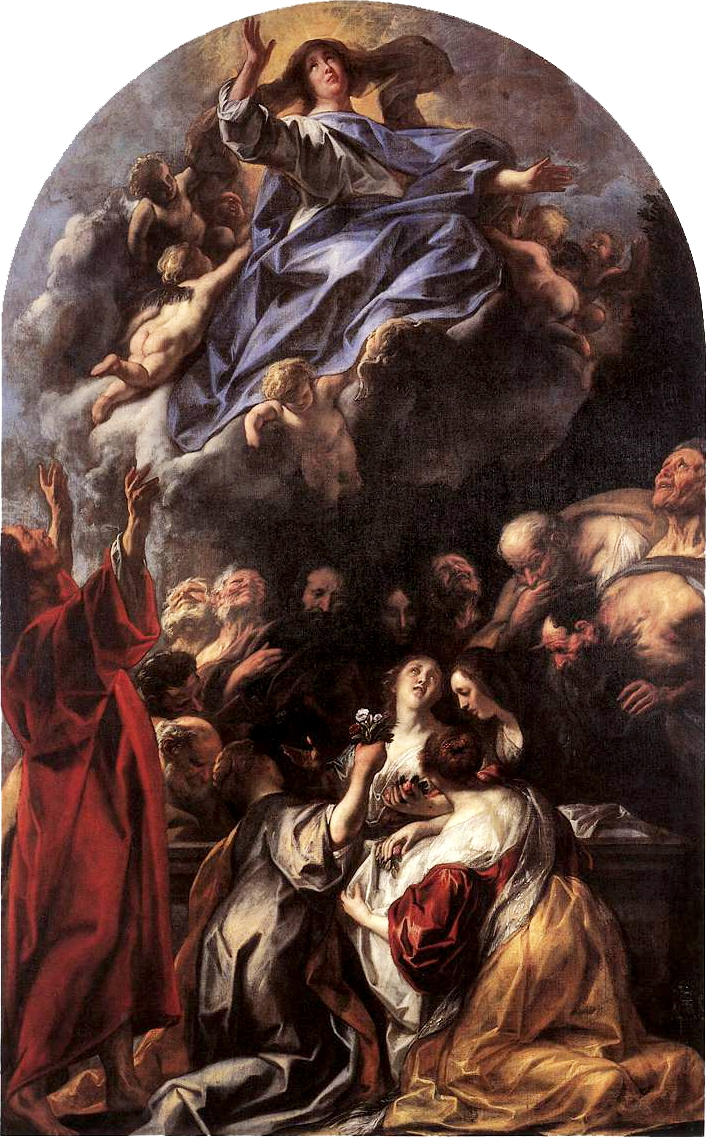
Jacob Jordaens, Nanebevzetí (kolem 1650)